# Трасувальний снаряд

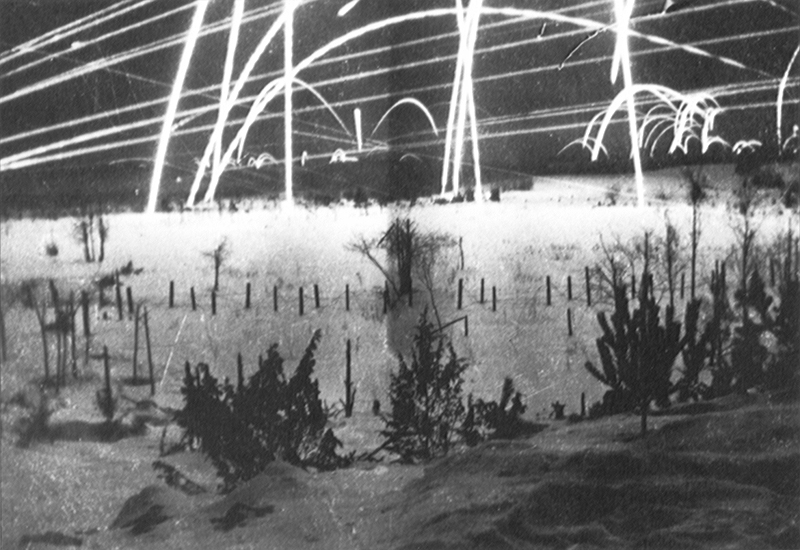
Стрільба трасувальними боєприпасами. Зимова війна. 1940

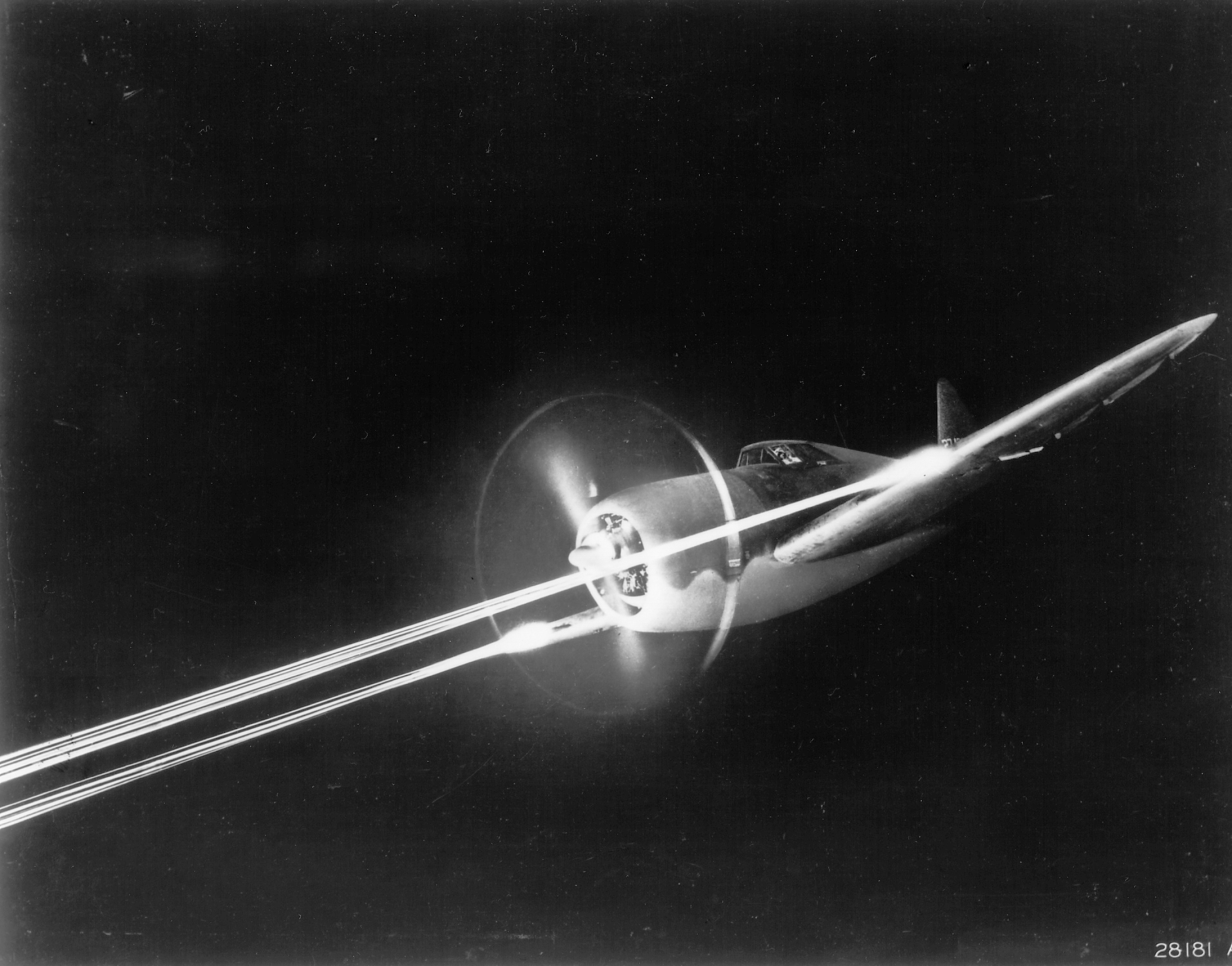
Винищувач-бомбардувальник P-47 «Тандерболт» веде вогонь трасувальними снарядами по наземних цілях

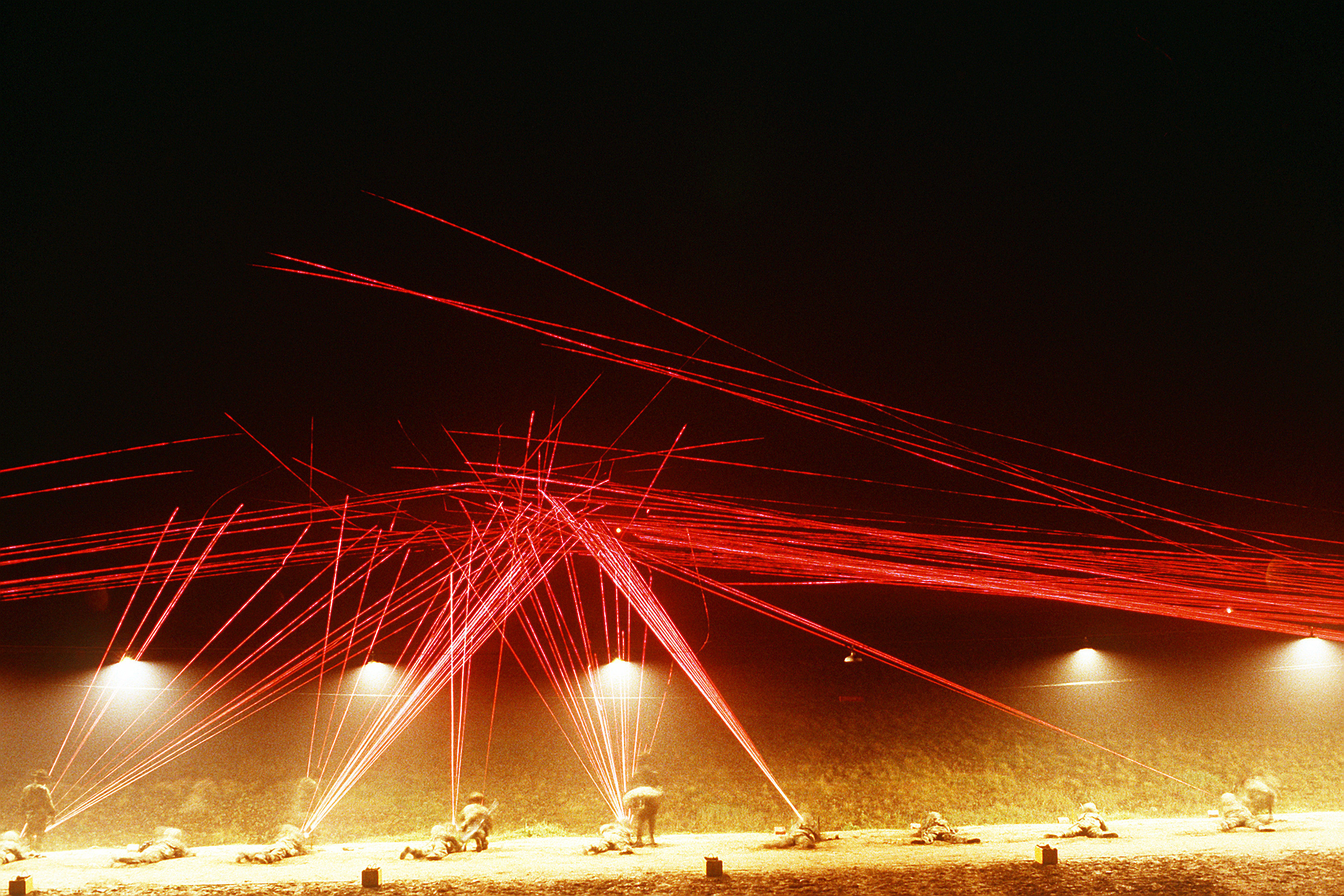
Стрільба морських піхотинців США трасувальними боєприпасами в ході навчань з бойовою стрільбою. 19 квітня 1988

Трасу́вальний снаряд — різновид артилерійського снаряда спеціального призначення, що світиться в польоті та залишає за собою димний слід. Зазвичай у задній частині такого снаряда розташовується трасер — невеликий стакан, заповнений спеціальною піротехнічною сумішшю. Трасер запалюється під час горіння пороху у момент пострілу і дає добре помітне яскраве свічення.
Зазвичай застосовуються в артилерійських системах, що стріляють прямою наводкою, а також в боєприпасах до стрілецької зброї. Використання таких снарядів дозволяє тому, хто стріляє, бачити траєкторію польоту снаряда і коригувати стрільбу. Стрільба трасувальними боєприпасами може використовуватися для цілевказання артилерії або наведення літаків (вертольотів) вогневої підтримки. Трасувальний снаряд має запалювальну дію під час влучання в легкозаймистий об'єкт (копицю сіна, бак з парами пального).
Для артилерійських боєприпасів наявність трасера є доповненням до снаряда основного призначення, наприклад, осколково-трасувальний снаряд. Трасувальний снаряд також має властивість обертатися в польоті, що забезпечується спеціальною нарізкою в каналі ствола гармати; це дозволяє йому точніше влучати в ціль.